# Daus (Spielkarte)

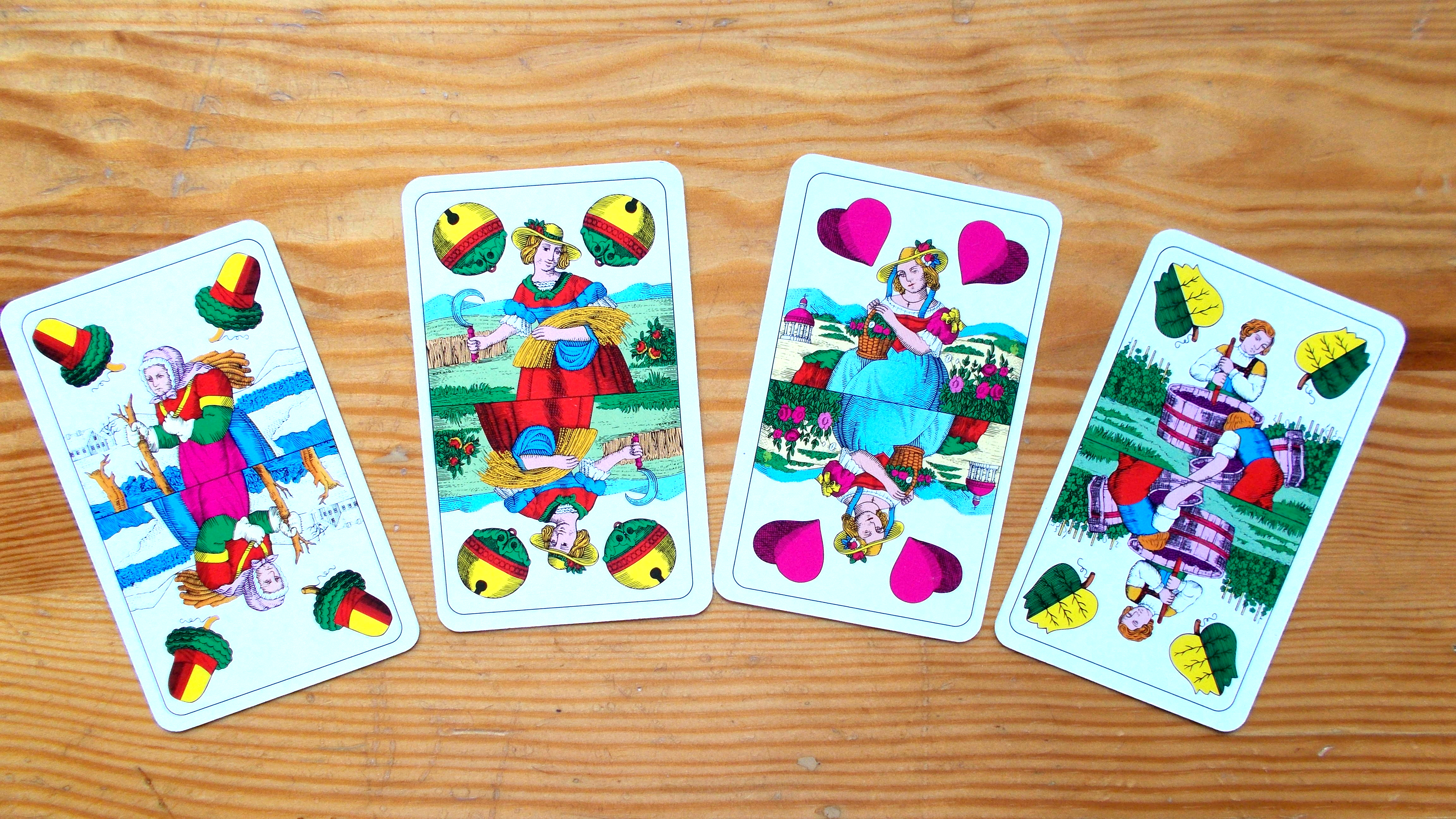
Vier Däuser

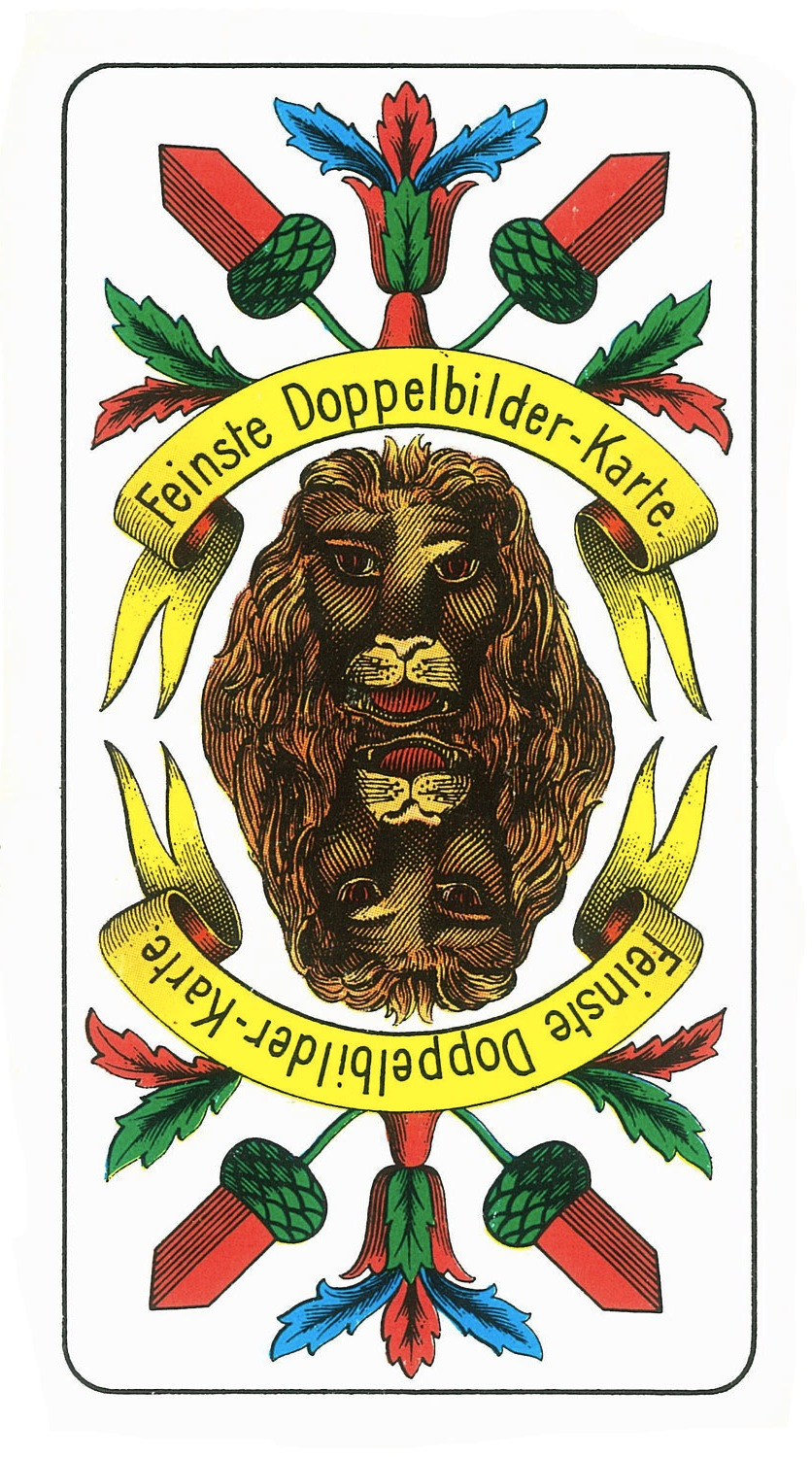
Eichel-Daus

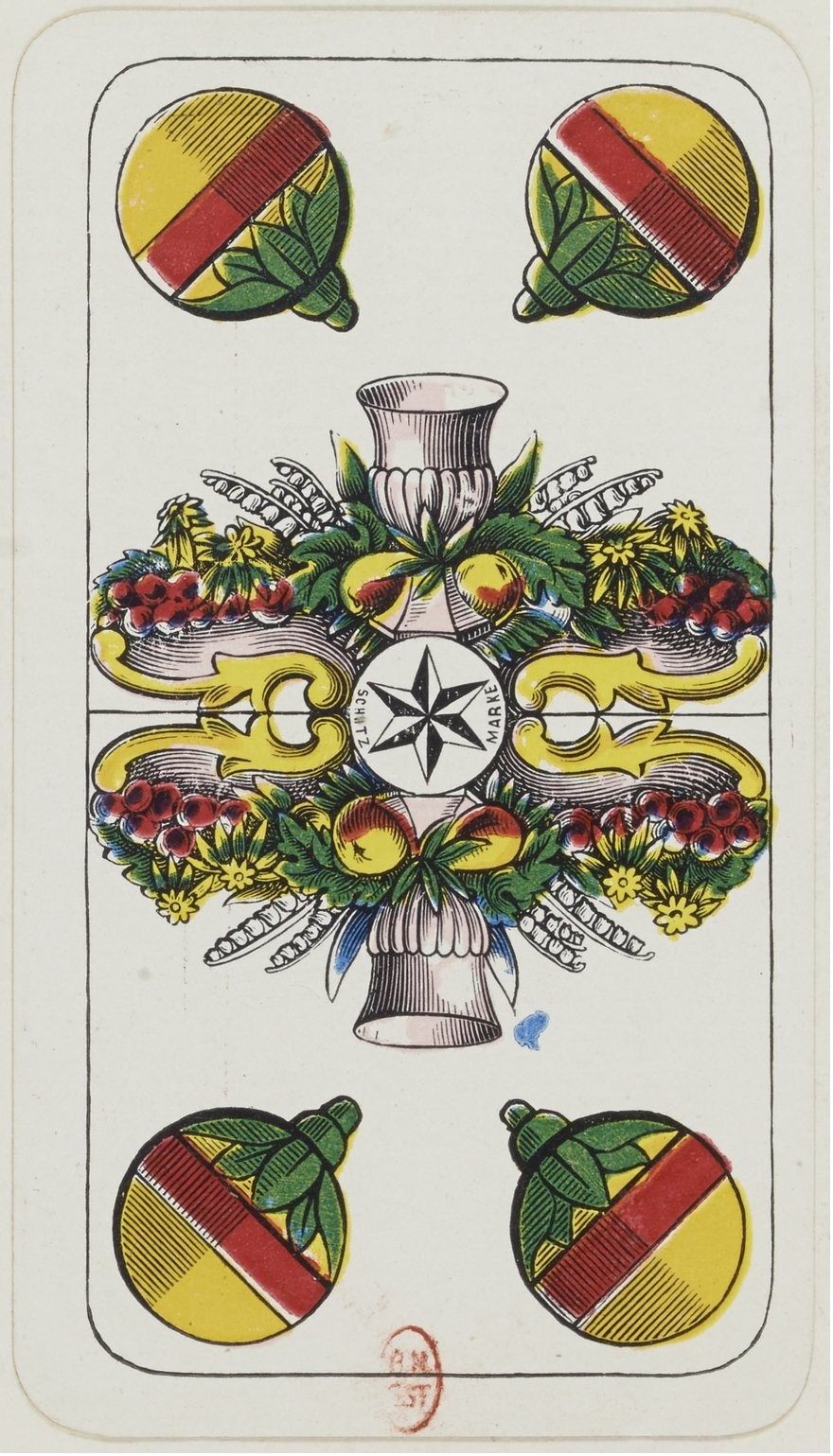
Württembergisches Blatt: Schellen-Daus

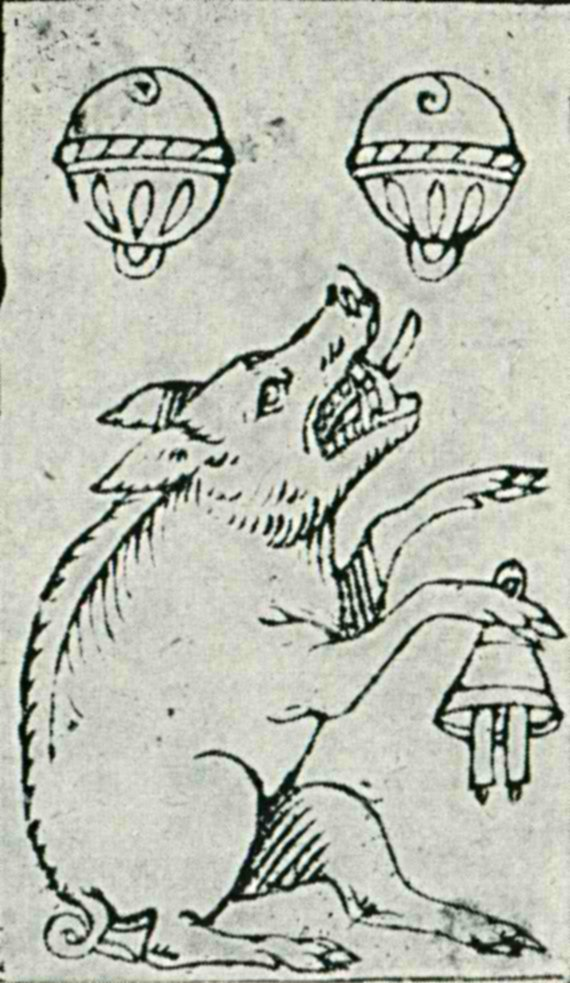
Spielkarte mit Sau und Daus der Schellen (1573)

Das Daus (Mehrzahl: Däuser) ist die Karte mit dem höchsten Kartenwert im deutschen Kartenspiel. Sie entspricht, anders als das Ass, der „Zwei“, weshalb auch zwei Herzen, zwei Schellen usw. auf der Karte zu finden sind. In vielen Gegenden ist sie nicht nur dem Ass gleichgesetzt, sondern wird auch (im Grunde fälschlicherweise) so bezeichnet. Umgangssprachlich wird sie im süddeutschen Raum – möglicherweise wegen der Abbildung eines Wildschweines auf dem Schellen-Daus – auch als „Sau“ bezeichnet.

## Etymologie
Ihren Namen hat die Karte über das Würfelspiel bekommen, in dem die zwei Augen auf dem Spielwürfel ebenfalls als Daus bezeichnet wurden. Während nach Friedrich Kluge unklar ist, wie die Karte zum Namen Daus kam, denn aus dem Mittelalter seien keine Spielregeln für das Kartenspiel bekannt, stellt Marianne Rumpf fest: Das Wort Daus ist ein Terminus, der vom Würfelspiel übernommen worden ist. Das Wort Daus als Bezeichnung für die zwei Augen auf einem Spielwürfel ist seit dem 12. Jahrhundert belegt. Die spätalthochdeutsche/mittelhochdeutsche Form dûs wurde aus dem altfranzösischen Wort dou(e)s entlehnt, welches wiederum auf das lateinische duōs (Akk. Pl. zu duo „zwei“) zurückgeht. Mit der Einführung von Spielkarten in den deutschen Sprachraum gegen Ende des 14. Jahrhunderts wurde das Wort auch für die Karte mit dem Wert Zwei verwendet.

## Das Daus als höchste Karte
| Deutsches Blatt     |  |  |  |  | DAUS                           |
| Französisches Blatt |  |  |  |  | ASS (franz. «as», engl. “ace”) |

Die Zwei wurde zur höchsten Spielkarte des deutschen Kartenspiels, analog zum Ass (der Eins) im französischen Kartenspiel. Voraus ging die Kürzung des Kartendecks von 52 auf nur noch 48 Karten: In der zweiten Hälfte des 15. Jahrhunderts setzte sich im deutschsprachigen Raum durch, Kartenspiele zu produzieren, die nur 4×12 Karten (2–10 und drei Hofkarten) enthielten. Das Ass, also die Zahlenkarte für die Eins, wurde weggelassen. Als ein Grund für diese Entwicklung, die um 1470 abgeschlossen gewesen sein soll, wird angegeben, dass 48 Karten sich besser auf den Druckbögen bzw. auf dem Druckstock verteilen lassen.
Durch den Wegfall vom Ass / der Eins wurde das Daus/die Zwei zur niedrigsten Karte. Sie wurde dann – wie das Ass im französischen Blatt, das weiterhin alle 52 Karten umfasste – zur höchsten Karte erhoben. Das Daus hatte damit einerseits besondere Stichkraft und konnte sogar den König stechen, der zuvor die höchste Karte war, andererseits wurde ihm der höchste Punktwert zugewiesen, denn es zählte nun elf statt nur zwei Punkten. So schreibt der frühneuhochdeutsche Autor Johann Fischart im Jahr 1591: „ich hab vor das Esz [Ass], Saw [Sau] und Dauss der Schellen, Klee, Hertz geworffen ausz; aber hie bhalt ich zu dem Stich die Eycheln-Saw, die regt nun sich“. Für die Karte war auch der Name „Schwein“ in Gebrauch (s. u.), wie in der Reimchronik über Herzog Ulrich von Württemberg zu lesen ist, die auch belegt, dass das Daus wie das Ass im modernen Skatspiel elf Punkte zählte: „Das der Kenig all Karten stechen soll. Das ist vom obern biss vff das Schwein, Es woll dann aylfe gellten sein“.

## Daus und Sau
Auf der deutschen Spielkarte mit der Zwei, dem Daus, ist häufig ein Schwein oder eine Sau abgebildet.
Frühe Belege für Abbildungen von einem Schwein auf der Karte finden sich bereits im 15. Jahrhundert. Erhalten sind aus dieser Zeit Schellen- und Eicheln-Daus, auf denen ein Schwein abgebildet ist. Spiele mit einem Schwein oder einer Sau auf der Karte mit der Schellen-Zwei sind auch aus dem Jahr 1525 im Schweizerischen Landesmuseum in Zürich und mit einem aus dem Jahr 1573 von dem Wiener Kartenmaler Hans Forster angefertigten Spiel erhalten. Aus einer Frankfurter Manufaktur stammt ein Spiel des Jahres 1573, auf dem sich das Schwein auf der Herz-Zwei befindet. Die Verbindung von Daus mit Sau belegt Johann Leonhard Frisch in seinem deutsch-lateinischen Wörterbuch aus dem Jahr 1741: „Sau im Charten-Spiel, von der Figur einer Sau, welche auf dem Eichel-Daus gemahlt, davon die anderen Däuser auch Säue heißen.“
Wie das Schwein auf die Spielkarte fand, ist unbekannt. Hellmut Rosenfeld vermutete, dass die „Preissau“ Pate gestanden habe, die auf Schützenfesten eine Rolle spielte und mit einer Art Vegetationsmagie in Zusammenhang mit der letzten Garbe stand. Die Bezeichnung Sau stellt möglicherweise eine Verballhornung des Wortes Daus dar, und die Abbildung eines Schweines auf den Spielkarten bedeutet lediglich eine bildliche Darstellung dieser etymologischen Entwicklung.
Nach Marianne Rumpf stammt die Verbindung von Sau und Daus aus einem badischen Dialekt, denn dort wird das „S“ wie ein „Sch“ ausgesprochen und das Wort „Dausch“ wird für ein Mutterschwein oder eine Sau verwendet. „[Man] kann … sich mit einiger Phantasie vorstellen, dass die Spieler im Eifer des Spieles beim Ausspielen der Trumpfkarte … ihren Triumph mit dem Aussprechen des Kartennamens laut untermalten.“ Die Brüder Grimm belegen in ihrem Wörterbuch, dass das Wort „Tausch“ für die vier Kartenblätter gebraucht wurde, die „man die sew und tausch nennet“. Möglicherweise wurden von dem Wort „Dausch“ Kartenmaler inspiriert und haben die freie Fläche unter dem Farbzeichen mit einer Sau illustriert.

## „Daus“ im weiteren Sprachgebrauch
Der Zusammenhang mit der Spielkarte ist nicht in allen Fällen sicher.

### Ausdrücke, die auf dem hohen Wert von Däusern beruhen
Aus der Sprache der Kartenspieler dürfte auch der seit dem 19. Jahrhundert belegte Ausdruck „Däuser“ (auch „Deuser“) für Geldstücke stammen, denn in einem Spiel, in dem es um Geld geht, sind die höchsten Karten bares Geld wert. Ganz ähnlich ist auch das Sprichwort „Däuser bauen Häuser“ zu verstehen, das seit dem Jahr 1850 belegt ist, denn mit einem Stich mit mehreren Däusern ist die zum Gewinnen nötige Punktzahl schnell erreicht.

### „Daus/Däuschen“ für eine niedliche oder vortreffliche Person
Im 19. Jahrhundert waren umgangssprachlich noch die Wendungen „Wie ein Daus“, „Wie ein Däuschen“ oder „geputzt wie ein Däuschen“ zur Bezeichnung für einen niedlichen oder vortrefflichen Menschen gebräuchlich.

### „Ei der Daus!“
Ei der Daus! (auch: „Was der Daus!“) ist ein sprichwörtlicher Ausruf, der Verwunderung, Erstaunen aber auch Zorn ausdrückt. Falsch, obwohl häufiger zu finden, dürfte die Annahme sein, dass es sich um einen Ausruf handelt, der aus der Sprache der Kartenspieler stammt. Ei der Daus! als Ausruf der Verblüffung ist seit dem 15. Jahrhundert belegt. Zunächst bedeutete es „Betrüger“, in der niederdeutschen Sprache auch „Teufel“, seit dem 18. Jahrhundert ist die Bedeutung „Teufelskerl“ bezeugt. Möglicherweise findet sich in einem Teil dieser Bedeutungen ein für die galloromanischen Sprachen bezeugtes Wort für „Dämon“ wieder, das in mittellateinischer Sprache „dusius“ lautete. Der in der Wendung angerufene Daus wäre demnach eine euphemistische Entstellung des Wortes „Teufel“ wie man sie zum Beispiel auch vom Wort „Tausend“ kennt. So ruft man beispielsweise in Mecklenburg „Dus un Düwel!“ („Tausend und Teufel“) oder „Potz Dus!“ („Potz Tausend“) aus.